# Dangerbird Records
Dangerbird Records es una compañía discográfica independiente afinacada en Los Angeles, California. Esta discográfica ha tenido éxito internacional con un pequeño roaster de artistas, entre los que se incluye Beady Eye, Silversun Pickups, Fitz and the Tantrums, Sebadoh, Minus the Bear, y The Frights.

## Historia
Los dos fundadores representaron en su momento, diferentes roles en la industria musical. Jeff Castezal había sido mánager de Feist, Phoenix, Citizen King, entre otros tantos, mientras que Peter Walker había sido cantautor. El primer trabajo de la discográfica fue el primer álbum solista de Walker: "Landed".
Sus directrices en cuanto al trabajo con los artistas, se centra en su desarrollo y el trabajo con la red de compañías menores que se encargarán de distribuir internacionalmente aquellos discos que estos realicen.
En el 2006, Dangerbird ganó reputación tras lanzar Carnavas, el álbum debut hecho por Silversun Pickups, cuyas ventas superaron las 450.000 unidades. El cantante de la banda, Brian Aubert dijo de Dangerbird: "Ellos creen en las carreras a la larga, algo que las majors no suelen pensar ya. Ellos nos dieron la oportunidad cuando otras discográficas no lo hicieron"
El 14 de septiembre del 2012, el cofundador, Paul Walker, anunció la promoción de Jenni Sperandeo a presidente y la marcha del cofundador Jeff Castelaz. Speradeo dijo en su discurso inicial: "Tras 20 años de promoción en la radio, como mánager y desarrollo de artista, estoy agradecido  por la oportunidad que se ofrece y que es tan rara en estos días"

## Artistas

### Roaster original
| - A Grape Dope - Arthur King - Bill Baird (músico) - Coleman Zurkowski - The Colorist Orchestra & Howe Gelb - Cones - Criminal Hygiene - Danny Frankel - David Ralicke - Doug Wieselman - The Dears - Dev Ray - Grandaddy - Hank May - Harry the Nightgown - Holly Miranda - Jason Lytle - Jimi Cabeza de Vaca - Joel Jerome - Joel Jeromino - Jordi - Juiceboxxx | - Matt Costa - Milly - Mirrorball - Murray Lightburn - Night Shop - NO WIN - People Flavor - Peter Walker - Randy Randall - *repeat repeat - Sea Wolf - Sebadoh - Slothrust - Slow Mass - Spain (banda) - Spring Summer - Swervedriver - Tim Rutili - Total Heat - Touchy - Unicorns at Heart - Victoria Williams |

### Roaster actual (2009-Actualidad)
| - A. Sinclair - All Smiles - Arthur King and the Night Sea - Bad Veins - Beady Eye (US/Canada) - Ben Lee - Blonde Summer - Boots Electric - Broadheads - Butch Walker - Codeine Velvet Club - Dappled Cities - Darker My Love - Delphic - Division Day - Ed Laurie - Eric Avery - Eulogies - Fitz and the Tantrums - The Frights - The Fling - Hot Hot Heat - JJAMZ - Jesse Harris | - Joy Zipper - La Rocca - Maritime - Maxwell - Miranda - Minus the Bear - Midnight Faces - Moke Hill - Nav/Attack - Parsley - Peter Walker - Royal Teeth - Richie Sambora - Sabrosa Purr - Silversun Pickups - Skysaw - T. Hardy Morris - The Limousines - The Night Sea - The One AM Radio - The Promise Ring - UME |